# Yến đuôi nhọn tía
Yến đuôi nhọn tía (danh pháp hai phần: Hirundapus celebensis) là một loài chim thuộc họ Yến (Apodidae).. Loài này phân bố từ vùng đông bắc Sulawesi thông qua quần đảo Philipin Luzon, Mindoro, Marinduque, Catanduanes, Calayan, Panay, Negros, Cebu, Leyte, Biliran, Mindanao và Basilan.
Loài chim này sống trong các khu rừng khác nhau và xứ mở. Chúng có thể tìm thấy ở vùng đất thấp hoặc trong những ngọn đồi, độ cao từ 150–2000 m. Yên đuôi nhọn tía cân nặng 184 g (6,5 oz) và dài 25 cm (10 inch).